# Karallu
Karallu fou el nom donat pels urartians a un regne situat al sud del regne de Manna, és a dir bastant al sud del llac Urmia. Va ser convertir en vassall urartià per Rusa I cap al 730 o 720 aC. Sargon II d'Assíria va atacar al 715 aC el regne i va donar mort al rei Ashur-li i la població fou deportada a Hamath. Karallu fou unida a la província de Lullume (Lullu, Lullubi/Zamua). No es pot assegurar que sigui el mateix regne esmentat el 2300 aC amb el nom de Karalla.